# Collegio elettorale di Ostiglia (Senato della Repubblica)
Il collegio di Ostiglia fu un collegio elettorale uninominale della Repubblica Italiana appartenente alla Circoscrizione Lombardia; fu utilizzato per eleggere un senatore della Repubblica dalla I alla XI legislatura.

## Storia
Il collegio venne creato nel 1948 secondo la legge n. 29 del 6 febbraio 1948 la quale, pur basandosi sull'impianto proporzionale in vigore per la Camera, rispetto a quest'ultima conteneva alcuni piccoli correttivi in senso maggioritario. Tale legge ebbe il suo definitivo perfezionamento col Testo Unico n. 361 del 1957. Differentemente dalla Camera, la legge elettorale del Senato si articolava su base regionale, seguendo il dettato costituzionale (art.57). Ogni Regione era suddivisa in tanti collegi uninominali quanti erano i seggi ad essa assegnati. All'interno di ciascun collegio, veniva eletto il candidato che avesse raggiunto il quorum del 65% delle preferenze: tale soglia, oggettivamente di difficilissimo conseguimento, tradiva l'impianto proporzionale su cui era concepito anche il sistema elettorale della Camera Alta. Qualora, come normalmente avveniva, nessun candidato avesse conseguito l'elezione, i voti di tutti i candidati venivano raggruppati in liste di partito a livello regionale, dove i seggi venivano allocati utilizzando il metodo D'Hondt delle maggiori medie statistiche e quindi, all'interno di ciascuna lista, venivano dichiarati eletti i candidati con le migliori percentuali di preferenza.
Il collegio di Ostiglia venne abrogato nel 1993, con la cosiddetta Legge Mattarella (Legge n. 276, Norme per l'elezione del Senato della Repubblica), attuata in seguito al referendum abrogativo del 1993. Con la legge Mattarella venne istituito per la Camera dei deputati e per il Senato della Repubblica un sistema di elezione misto, in parte maggioritario e in parte proporzionale. Il 75% dei parlamentari dell'assemblea veniva eletto in collegi uninominali tramite sistema maggioritario a turno unico; il restante 25% al Senato veniva eletto tramite recupero proporzionale dei più votati non eletti attraverso un meccanismo di calcolo denominato "scorporo", cioè sottraendo dal conteggio dei voti totali di una lista nella parte proporzionale i voti ottenuti dai candidati collegati alla medesima lista che erano eletti nei collegi uninominali con il sistema maggioritario.

### Territorio
Il collegio di Ostiglia era uno dei 31 collegi uninominali in cui era suddivisa la Lombardia; era interamente compreso nella provincia di Mantova e comprendeva i seguenti comuni: Bagnolo San Vito, Bigarello, Borgoforte, Borgofranco sul Po, Carbonara di Po, Castel d'Ario, Curtatone, Dosolo, Felonica, Gonzaga, Magnacavallo, Moglia, Motteggiana, Ostiglia, Pegognaga, Pieve di Coriano, Poggio Rusco, Pomponesco, Quingentole, Quistello, Revere, Roncoferraro, San Benedetto Po, San Giacomo delle Segnate, San Giovanni del Dosso, Schivenoglia, Sermide, Serravalle a Po, Sustinente, Suzzara, Viadana, Villa Poma, Villimpenta e Virgilio.

## Dati elettorali

### I legislatura
|                                                                                | Clarenzo Menotti ✔️ Eletto | Fronte Democratico Popolare                      | 63 803  | 56,82 |  |  |  |  |  |
|                                                                                | Camillo Pardella           | Democrazia Cristiana                             | 38 376  | 34,18 |  |  |  |  |  |
|                                                                                | Giuseppe Zampa             | Unità Socialista - Partito Repubblicano Italiano | 10 104  | 9,00  |  |  |  |  |  |
| Totale                                                                         | Totale                     | Totale                                           | 112 283 | 100   |  |  |  |  |  |
|                                                                                |                            |                                                  |         |       |  |  |  |  |  |
| Voti non validi                                                                | Voti non validi            | Voti non validi                                  | 7 022   | 5,89  |  |  |  |  |  |
| Votanti                                                                        | Votanti                    | Votanti                                          | 119 305 | 96,99 |  |  |  |  |  |
| Elettori                                                                       | Elettori                   | Elettori                                         | 123 003 |       |  |  |  |  |  |
|                                                                                |                            |                                                  |         |       |  |  |  |  |  |
| Nota: quorum del 65% non raggiunto; ripartizione dei seggi a livello regionale |                            |                                                  |         |       |  |  |  |  |  |
| Data: 18 aprile 1948                                                           |                            |                                                  |         |       |  |  |  |  |  |
| Fonte: Ministero dell'interno                                                  |                            |                                                  |         |       |  |  |  |  |  |

### II legislatura
|                                                                                | Camillo Pardella                   | Democrazia Cristiana                    | 37 009  | 31,05 |  |  |  |  |  |
|                                                                                | Arturo Raffaello Colombi ✔️ Eletto | Partito Comunista Italiano              | 34 886  | 29,27 |  |  |  |  |  |
|                                                                                | Rodolfo Morandi ✔️ Eletto          | Partito Socialista Italiano             | 32 333  | 27,13 |  |  |  |  |  |
|                                                                                | Wando Dallamano                    | Partito Socialista Democratico Italiano | 7 896   | 6,63  |  |  |  |  |  |
|                                                                                | Odoardo Pacchioni                  | Movimento Sociale Italiano              | 3 659   | 3,07  |  |  |  |  |  |
|                                                                                | Francesco Alessio                  | Partito Liberale Italiano               | 2 206   | 1,85  |  |  |  |  |  |
|                                                                                | Ottorino Marolli                   | Unità Popolare                          | 617     | 0,52  |  |  |  |  |  |
|                                                                                | Carlo Bertazzoni                   | Alleanza Democratica Nazionale          | 353     | 0,30  |  |  |  |  |  |
|                                                                                | Claudio Mariani                    | Partito Repubblicano Italiano           | 217     | 0,18  |  |  |  |  |  |
| Totale                                                                         | Totale                             | Totale                                  | 119 176 | 100   |  |  |  |  |  |
|                                                                                |                                    |                                         |         |       |  |  |  |  |  |
| Voti non validi                                                                | Voti non validi                    | Voti non validi                         | 4 312   | 3,49  |  |  |  |  |  |
| Votanti                                                                        | Votanti                            | Votanti                                 | 123 488 | 97,93 |  |  |  |  |  |
| Elettori                                                                       | Elettori                           | Elettori                                | 126 094 |       |  |  |  |  |  |
|                                                                                |                                    |                                         |         |       |  |  |  |  |  |
| Nota: quorum del 65% non raggiunto; ripartizione dei seggi a livello regionale |                                    |                                         |         |       |  |  |  |  |  |
| Data: 7 giugno 1953                                                            |                                    |                                         |         |       |  |  |  |  |  |
| Fonte: Ministero dell'interno                                                  |                                    |                                         |         |       |  |  |  |  |  |

### III legislatura
|                                                                                | Giuseppe Nicolini            | Democrazia Cristiana                    | 38 094  | 32,82 |  |  |  |  |  |
|                                                                                | Teodosio Aimoni ✔️ Eletto    | Partito Comunista Italiano              | 37 306  | 32,14 |  |  |  |  |  |
|                                                                                | Alessandro Pertini ✔️ Eletto | Partito Socialista Italiano             | 28 773  | 24,79 |  |  |  |  |  |
|                                                                                | Wando Dallamano              | Partito Socialista Democratico Italiano | 5 454   | 4,70  |  |  |  |  |  |
|                                                                                | Ettore Sarzi Sartori         | Movimento Sociale Italiano              | 3 509   | 3,02  |  |  |  |  |  |
|                                                                                | Pietro Genovesi              | Partito Liberale Italiano               | 2 574   | 2,22  |  |  |  |  |  |
|                                                                                | Fausto Cavrini               | PRI - PR                                | 372     | 0,32  |  |  |  |  |  |
| Totale                                                                         | Totale                       | Totale                                  | 116 082 | 100   |  |  |  |  |  |
|                                                                                |                              |                                         |         |       |  |  |  |  |  |
| Voti non validi                                                                | Voti non validi              | Voti non validi                         | 4 130   | 3,44  |  |  |  |  |  |
| Votanti                                                                        | Votanti                      | Votanti                                 | 120 212 | 97,68 |  |  |  |  |  |
| Elettori                                                                       | Elettori                     | Elettori                                | 123 072 |       |  |  |  |  |  |
|                                                                                |                              |                                         |         |       |  |  |  |  |  |
| Nota: quorum del 65% non raggiunto; ripartizione dei seggi a livello regionale |                              |                                         |         |       |  |  |  |  |  |
| Data: 25 maggio 1958                                                           |                              |                                         |         |       |  |  |  |  |  |
| Fonte: Ministero dell'interno                                                  |                              |                                         |         |       |  |  |  |  |  |

### IV legislatura
|                                                                                | Teodosio Aimoni ✔️ Eletto | Partito Comunista Italiano              | 36 880  | 34,16 |  |  |  |  |  |
|                                                                                | Dante Bettoni             | Democrazia Cristiana                    | 32 092  | 29,72 |  |  |  |  |  |
|                                                                                | Gastone Darè ✔️ Eletto    | Partito Socialista Italiano             | 24 605  | 22,79 |  |  |  |  |  |
|                                                                                | Wando Dallamano           | Partito Socialista Democratico Italiano | 5 486   | 5,08  |  |  |  |  |  |
|                                                                                | Ettore Sarzi Sartori      | Movimento Sociale Italiano              | 4 613   | 4,27  |  |  |  |  |  |
|                                                                                | N. Zambelli               | Partito Liberale Italiano               | 4 035   | 3,74  |  |  |  |  |  |
|                                                                                | Claudio Mariani           | Partito Repubblicano Italiano           | 254     | 0,24  |  |  |  |  |  |
| Totale                                                                         | Totale                    | Totale                                  | 107 965 | 100   |  |  |  |  |  |
|                                                                                |                           |                                         |         |       |  |  |  |  |  |
| Voti non validi                                                                | Voti non validi           | Voti non validi                         | 3 682   | 3,30  |  |  |  |  |  |
| Votanti                                                                        | Votanti                   | Votanti                                 | 111 647 | 97,39 |  |  |  |  |  |
| Elettori                                                                       | Elettori                  | Elettori                                | 114 641 |       |  |  |  |  |  |
|                                                                                |                           |                                         |         |       |  |  |  |  |  |
| Nota: quorum del 65% non raggiunto; ripartizione dei seggi a livello regionale |                           |                                         |         |       |  |  |  |  |  |
| Data: 28 aprile 1963                                                           |                           |                                         |         |       |  |  |  |  |  |
| Fonte: Ministero dell'interno                                                  |                           |                                         |         |       |  |  |  |  |  |

### V legislatura
|                                                                                | Teodosio Aimoni ✔️ Eletto | PCI - PSIUP                   | 43 143  | 41,19 |  |  |  |  |  |
|                                                                                | Dante Bettoni             | Democrazia Cristiana          | 31 160  | 29,75 |  |  |  |  |  |
|                                                                                | Gastone Darè ✔️ Eletto    | PSI-PSDI Unificati            | 22 014  | 21,02 |  |  |  |  |  |
|                                                                                | Ettore Sarzi Sartori      | Movimento Sociale Italiano    | 4 351   | 4,15  |  |  |  |  |  |
|                                                                                | N. Zambelli               | Partito Liberale Italiano     | 3 423   | 3,27  |  |  |  |  |  |
|                                                                                | Alberto Mondadori         | Partito Repubblicano Italiano | 643     | 0,61  |  |  |  |  |  |
| Totale                                                                         | Totale                    | Totale                        | 104 734 | 100   |  |  |  |  |  |
|                                                                                |                           |                               |         |       |  |  |  |  |  |
| Voti non validi                                                                | Voti non validi           | Voti non validi               | 4 457   | 4,08  |  |  |  |  |  |
| Votanti                                                                        | Votanti                   | Votanti                       | 109 191 | 98,16 |  |  |  |  |  |
| Elettori                                                                       | Elettori                  | Elettori                      | 111 241 |       |  |  |  |  |  |
|                                                                                |                           |                               |         |       |  |  |  |  |  |
| Nota: quorum del 65% non raggiunto; ripartizione dei seggi a livello regionale |                           |                               |         |       |  |  |  |  |  |
| Data: 19 maggio 1968                                                           |                           |                               |         |       |  |  |  |  |  |
| Fonte: Ministero dell'interno                                                  |                           |                               |         |       |  |  |  |  |  |

### VI legislatura
|                                                                                | Agostino Zavattini ✔️ Eletto | PCI - PSIUP                             | 40 973  | 39,32 |  |  |  |  |  |
|                                                                                | Dante Bettoni                | Democrazia Cristiana                    | 31 337  | 30,07 |  |  |  |  |  |
|                                                                                | Renato Colombo ✔️ Eletto     | Partito Socialista Italiano             | 17 374  | 16,67 |  |  |  |  |  |
|                                                                                | Ettore Sarzi Sartori         | Movimento Sociale Italiano              | 5 887   | 5,65  |  |  |  |  |  |
|                                                                                | Gastone Darè                 | Partito Socialista Democratico Italiano | 4 564   | 4,38  |  |  |  |  |  |
|                                                                                | I. Bottura                   | Partito Liberale Italiano               | 2 927   | 2,81  |  |  |  |  |  |
|                                                                                | R. Carpigiani                | Partito Repubblicano Italiano           | 1 138   | 1,09  |  |  |  |  |  |
| Totale                                                                         | Totale                       | Totale                                  | 104 200 | 100   |  |  |  |  |  |
|                                                                                |                              |                                         |         |       |  |  |  |  |  |
| Voti non validi                                                                | Voti non validi              | Voti non validi                         | 3 614   | 3,35  |  |  |  |  |  |
| Votanti                                                                        | Votanti                      | Votanti                                 | 107 814 | 97,99 |  |  |  |  |  |
| Elettori                                                                       | Elettori                     | Elettori                                | 110 031 |       |  |  |  |  |  |
|                                                                                |                              |                                         |         |       |  |  |  |  |  |
| Nota: quorum del 65% non raggiunto; ripartizione dei seggi a livello regionale |                              |                                         |         |       |  |  |  |  |  |
| Data: 7 maggio 1972                                                            |                              |                                         |         |       |  |  |  |  |  |
| Fonte: Ministero dell'interno                                                  |                              |                                         |         |       |  |  |  |  |  |

### VII legislatura
|                                                                                | Agostino Zavattini ✔️ Eletto | Partito Comunista Italiano              | 44 877  | 42,61 |  |  |  |  |  |
|                                                                                | Luciano Truzzi               | Democrazia Cristiana                    | 34 026  | 32,31 |  |  |  |  |  |
|                                                                                | Renato Colombo               | Partito Socialista Italiano             | 15 644  | 14,85 |  |  |  |  |  |
|                                                                                | Ignazio Zagnoli              | Movimento Sociale Italiano              | 3 852   | 3,66  |  |  |  |  |  |
|                                                                                | Francesco Olivani            | Partito Socialista Democratico Italiano | 3 382   | 3,21  |  |  |  |  |  |
|                                                                                | Nello Portioli               | Partito Repubblicano Italiano           | 1 418   | 1,35  |  |  |  |  |  |
|                                                                                | Vasco Marchi                 | Democrazia Proletaria                   | 766     | 0,73  |  |  |  |  |  |
|                                                                                | Paolo Sessi                  | Partito Liberale Italiano               | 750     | 0,71  |  |  |  |  |  |
|                                                                                | Trento Maioli                | Partito Radicale                        | 608     | 0,58  |  |  |  |  |  |
| Totale                                                                         | Totale                       | Totale                                  | 105 323 | 100   |  |  |  |  |  |
|                                                                                |                              |                                         |         |       |  |  |  |  |  |
| Voti non validi                                                                | Voti non validi              | Voti non validi                         | 2 903   | 2,68  |  |  |  |  |  |
| Votanti                                                                        | Votanti                      | Votanti                                 | 108 226 | 97,21 |  |  |  |  |  |
| Elettori                                                                       | Elettori                     | Elettori                                | 111 327 |       |  |  |  |  |  |
|                                                                                |                              |                                         |         |       |  |  |  |  |  |
| Nota: quorum del 65% non raggiunto; ripartizione dei seggi a livello regionale |                              |                                         |         |       |  |  |  |  |  |
| Data: 20 giugno 1976                                                           |                              |                                         |         |       |  |  |  |  |  |
| Fonte: Ministero dell'interno                                                  |                              |                                         |         |       |  |  |  |  |  |

### VIII legislatura
|                                                                                | Agostino Zavattini ✔️ Eletto | Partito Comunista Italiano                   | 44 465  | 42,67 |  |  |  |  |  |
|                                                                                | S. Mari                      | Democrazia Cristiana                         | 32 408  | 31,10 |  |  |  |  |  |
|                                                                                | Enrico Novellini ✔️ Eletto   | Partito Socialista Italiano                  | 15 551  | 14,92 |  |  |  |  |  |
|                                                                                | I. F. V. Bracuto             | Movimento Sociale Italiano                   | 3 706   | 3,56  |  |  |  |  |  |
|                                                                                | D. Mazzocchi                 | Partito Socialista Democratico Italiano      | 3 462   | 3,32  |  |  |  |  |  |
|                                                                                | Giovanni Ferrara Salute      | Partito Repubblicano Italiano                | 1 433   | 1,38  |  |  |  |  |  |
|                                                                                | Giorgio Giovanzana           | Partito Radicale                             | 1 283   | 1,23  |  |  |  |  |  |
|                                                                                | Mario Setti                  | Partito Liberale Italiano                    | 1 273   | 1,22  |  |  |  |  |  |
|                                                                                | Vasco Marchi                 | Nuova Sinistra Unita                         | 369     | 0,35  |  |  |  |  |  |
|                                                                                | N. Puccio                    | Costituente di Destra - Democrazia Nazionale | 250     | 0,24  |  |  |  |  |  |
| Totale                                                                         | Totale                       | Totale                                       | 104 200 | 100   |  |  |  |  |  |
|                                                                                |                              |                                              |         |       |  |  |  |  |  |
| Voti non validi                                                                | Voti non validi              | Voti non validi                              | 3 686   | 3,42  |  |  |  |  |  |
| Votanti                                                                        | Votanti                      | Votanti                                      | 107 886 | 96,78 |  |  |  |  |  |
| Elettori                                                                       | Elettori                     | Elettori                                     | 111 471 |       |  |  |  |  |  |
|                                                                                |                              |                                              |         |       |  |  |  |  |  |
| Nota: quorum del 65% non raggiunto; ripartizione dei seggi a livello regionale |                              |                                              |         |       |  |  |  |  |  |
| Data: 3 giugno 1979                                                            |                              |                                              |         |       |  |  |  |  |  |
| Fonte: Ministero dell'interno                                                  |                              |                                              |         |       |  |  |  |  |  |

### IX legislatura
|                                                                                | Maurizio Lotti ✔️ Eletto   | Partito Comunista Italiano              | 43 537  | 42,49 |  |  |  |  |  |
|                                                                                | Enzo Bertellini            | Democrazia Cristiana                    | 28 014  | 27,34 |  |  |  |  |  |
|                                                                                | Enrico Novellini ✔️ Eletto | Partito Socialista Italiano             | 17 078  | 16,67 |  |  |  |  |  |
|                                                                                | Antonio Caramaschi         | Movimento Sociale Italiano              | 4 384   | 4,28  |  |  |  |  |  |
|                                                                                | Enzo Gavioli               | Partito Repubblicano Italiano           | 2 880   | 2,81  |  |  |  |  |  |
|                                                                                | Gilberto Boschesi          | Partito Socialista Democratico Italiano | 2 538   | 2,48  |  |  |  |  |  |
|                                                                                | Mario Setti                | Partito Liberale Italiano               | 1 638   | 1,60  |  |  |  |  |  |
|                                                                                | Adriano Cicconi            | Partito Radicale                        | 1 278   | 1,25  |  |  |  |  |  |
|                                                                                | Maria Luisa Galli          | Democrazia Proletaria                   | 835     | 0,81  |  |  |  |  |  |
|                                                                                | Gian Paolo Levati          | Partito Cristiano Azione Sociale        | 150     | 0,15  |  |  |  |  |  |
|                                                                                | Domenico Gentile           | Lista per Trieste                       | 144     | 0,14  |  |  |  |  |  |
| Totale                                                                         | Totale                     | Totale                                  | 102 476 | 100   |  |  |  |  |  |
|                                                                                |                            |                                         |         |       |  |  |  |  |  |
| Voti non validi                                                                | Voti non validi            | Voti non validi                         | 4 854   | 4,52  |  |  |  |  |  |
| Votanti                                                                        | Votanti                    | Votanti                                 | 107 330 | 95,34 |  |  |  |  |  |
| Elettori                                                                       | Elettori                   | Elettori                                | 112 577 |       |  |  |  |  |  |
|                                                                                |                            |                                         |         |       |  |  |  |  |  |
| Nota: quorum del 65% non raggiunto; ripartizione dei seggi a livello regionale |                            |                                         |         |       |  |  |  |  |  |
| Data: 26 giugno 1983                                                           |                            |                                         |         |       |  |  |  |  |  |
| Fonte: Ministero dell'interno                                                  |                            |                                         |         |       |  |  |  |  |  |

### X legislatura
|                                                                                | Maurizio Lotti ✔️ Eletto  | Partito Comunista Italiano              | 42 260  | 40,31 |  |  |  |  |  |
|                                                                                | B. Bnà                    | Democrazia Cristiana                    | 28 929  | 27,59 |  |  |  |  |  |
|                                                                                | Gino Scevarolli ✔️ Eletto | Partito Socialista Italiano             | 18 618  | 17,76 |  |  |  |  |  |
|                                                                                | Ignazio Zagnoli           | Movimento Sociale Italiano              | 4 751   | 4,53  |  |  |  |  |  |
|                                                                                | U. Chiarini               | Lista Verde                             | 2 825   | 2,69  |  |  |  |  |  |
|                                                                                | B. B. Lodi                | Partito Socialista Democratico Italiano | 1 848   | 1,76  |  |  |  |  |  |
|                                                                                | Enzo Gavioli              | Partito Repubblicano Italiano           | 1 619   | 1,54  |  |  |  |  |  |
|                                                                                | L. Guerra                 | Partito Radicale                        | 1 254   | 1,20  |  |  |  |  |  |
|                                                                                | I. P. C. Bottura          | Partito Liberale Italiano               | 1 104   | 1,05  |  |  |  |  |  |
|                                                                                | G. Cortellessa            | Democrazia Proletaria                   | 1 033   | 0,99  |  |  |  |  |  |
|                                                                                | L. Piatti                 | Liga Veneta-Pensionati Uniti            | 321     | 0,31  |  |  |  |  |  |
|                                                                                | L. Maffeis                | Lega Lombarda                           | 215     | 0,21  |  |  |  |  |  |
|                                                                                | F. G. Siracusa            | Alleanza Popolare Pensionati            | 60      | 0,06  |  |  |  |  |  |
| Totale                                                                         | Totale                    | Totale                                  | 104 837 | 100   |  |  |  |  |  |
|                                                                                |                           |                                         |         |       |  |  |  |  |  |
| Voti non validi                                                                | Voti non validi           | Voti non validi                         | 4 209   | 3,86  |  |  |  |  |  |
| Votanti                                                                        | Votanti                   | Votanti                                 | 109 046 | 95,15 |  |  |  |  |  |
| Elettori                                                                       | Elettori                  | Elettori                                | 114 605 |       |  |  |  |  |  |
|                                                                                |                           |                                         |         |       |  |  |  |  |  |
| Nota: quorum del 65% non raggiunto; ripartizione dei seggi a livello regionale |                           |                                         |         |       |  |  |  |  |  |
| Data: 14 giugno 1987                                                           |                           |                                         |         |       |  |  |  |  |  |
| Fonte: Ministero dell'interno                                                  |                           |                                         |         |       |  |  |  |  |  |

### XI legislatura
|                                                                                | Giuseppe Chiarante ✔️ Eletto | Partito Democratico della Sinistra      | 26 638  | 25,29 |  |  |  |  |  |
|                                                                                | Ercole Montanari             | Democrazia Cristiana                    | 21 906  | 20,80 |  |  |  |  |  |
|                                                                                | Giuseppe Chiericati          | Lega Lombarda                           | 15 536  | 14,75 |  |  |  |  |  |
|                                                                                | Gino Scevarolli ✔️ Eletto    | Partito Socialista Italiano             | 14 947  | 14,19 |  |  |  |  |  |
|                                                                                | Armando Cossutta             | Partito della Rifondazione Comunista    | 8 643   | 8,21  |  |  |  |  |  |
|                                                                                | Roberto Vassalle             | Movimento Sociale Italiano              | 3 389   | 3,22  |  |  |  |  |  |
|                                                                                | Enzo Manfredini              | Federazione dei Verdi                   | 2 712   | 2,57  |  |  |  |  |  |
|                                                                                | Alessandro Camurri           | Partito Repubblicano Italiano           | 2 356   | 2,24  |  |  |  |  |  |
|                                                                                | Lodovico Compagnoni          | Lega Alpina Lumbarda                    | 1 609   | 1,53  |  |  |  |  |  |
|                                                                                | Giuliano Longfils            | Partito Liberale Italiano               | 1 437   | 1,36  |  |  |  |  |  |
|                                                                                | Michele Dell'Auila           | La Lega Casalinghe-Pensionati           | 1 186   | 1,13  |  |  |  |  |  |
|                                                                                | Anna Maria Castellucchio     | Lega Lombardia Europea                  | 937     | 0,89  |  |  |  |  |  |
|                                                                                | Paride Lesignoli             | Partito Socialista Democratico Italiano | 924     | 0,88  |  |  |  |  |  |
|                                                                                | Giuseppina Cardazzi          | Partito Pensionati                      | 692     | 0,66  |  |  |  |  |  |
|                                                                                | Aldo Simonazzi               | Lista Marco Pannella                    | 651     | 0,62  |  |  |  |  |  |
|                                                                                | Giorgio Giovanzana           | Sì Referendum                           | 628     | 0,60  |  |  |  |  |  |
|                                                                                | Ezio Nichi                   | Alleanza Lombarda Autonomia             | 617     | 0,59  |  |  |  |  |  |
|                                                                                | Claudio Ragni                | Caccia Pesca Ambiente                   | 323     | 0,31  |  |  |  |  |  |
|                                                                                | Dacirio Ghidorzi Ghizzi      | Federalismo - Pensionati Uomini Vivi    | 111     | 0,11  |  |  |  |  |  |
|                                                                                | Fernando Negri               | Movimento Fascismo e Libertà            | 88      | 0,08  |  |  |  |  |  |
| Totale                                                                         | Totale                       | Totale                                  | 105 330 | 100   |  |  |  |  |  |
|                                                                                |                              |                                         |         |       |  |  |  |  |  |
| Voti non validi                                                                | Voti non validi              | Voti non validi                         | 5 137   | 4,65  |  |  |  |  |  |
| Votanti                                                                        | Votanti                      | Votanti                                 | 110 467 | 93,47 |  |  |  |  |  |
| Elettori                                                                       | Elettori                     | Elettori                                | 118 183 |       |  |  |  |  |  |
|                                                                                |                              |                                         |         |       |  |  |  |  |  |
| Nota: quorum del 65% non raggiunto; ripartizione dei seggi a livello regionale |                              |                                         |         |       |  |  |  |  |  |
| Data: 5 aprile 1992                                                            |                              |                                         |         |       |  |  |  |  |  |
| Fonte: Ministero dell'interno                                                  |                              |                                         |         |       |  |  |  |  |  |